# Българска Божия църква
Българска Божия църква е протестантска църква в България.
Първоначално тя включва последователи на Йончо Хинков, част от движението на петдесятничеството, които през 1928 година, водени от Стоян Тинчев, отказват да се включат в новосъздадения Съюз на евангелските петдесятни църкви. Първоначално концентрирани главно в Плевенско, те заемат по-крайни възгледи, отхвърляйки институционализация на движението. Църквата развива особено активна дейност от началото на 80-те години под ръководството на Павел Игнатов. Официално регистрирана за пръв път през 1990 година, днес тя има около 150 местни общности и членува в обединението Обединени евангелски църкви.